# کالت‌ها

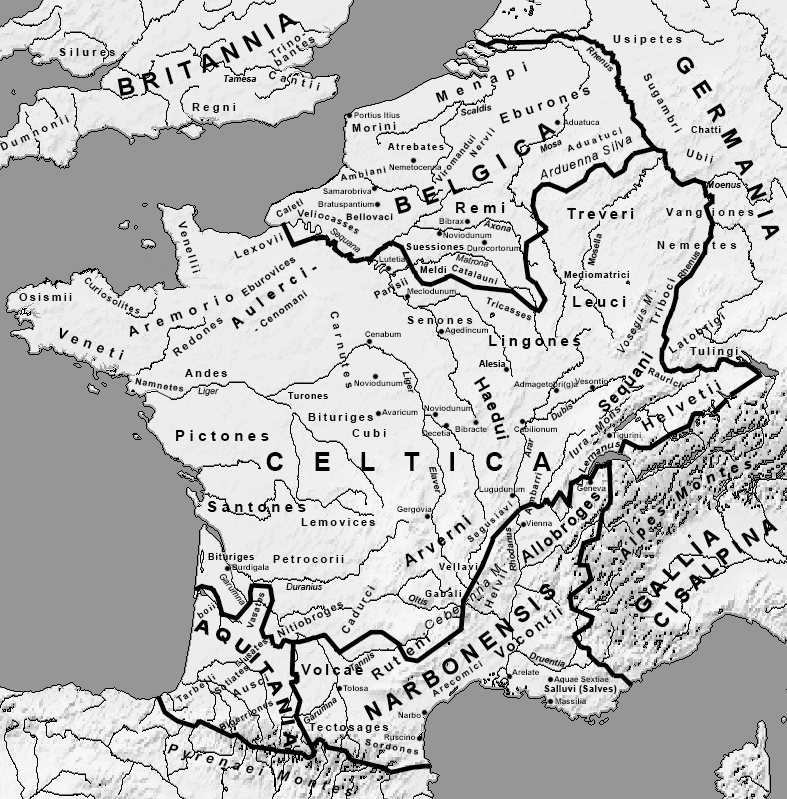
نقشه گل‌ها در سده یکم میلادی. پس از اصلاحات استانی آگوستوس.

کالِت‌ها (لاتین: Calētī یا Calētēs) یک قبیله از قوم گُل یا از بلژها بودند که در نرماندی امروزی نشیمن داشتند. کالت‌ها در بخشی از ساحل نرماندی، بین رودهای سِکوآنا (سن) و فرودیس (برل) مستقر بودند. بندر اصلی آن‌ها آرفلور (کاراکوتینوم) بود.
نام این قوم را از ریشه نیا-کلتی kaletos* و ریشه هندواروپایی -kal* (به معنی سخت) دانسته‌اند. نام شهر کاله فرانسه نیز از نام این قوم گرفته شده‌است.